# Борзова, Ирина Наумовна
Ирина Наумовна Борзова (укр. Ірина Наумівна Борзова; род. 28 августа 1982, Винница, Винницкая область, Украинская ССР) — украинская предпринимательница и политический деятель, депутат Верховной рады Украины IX созыва (с 2019) от партии «Слуга народа».

## Биография
Родилась 28 августа 1982 года в Виннице.
Окончила Винницкий национальный аграрный университет.
На местных выборах в 2015 году была кандидатом в депутаты Винницкого городского совета от партии Владимира Гройсмана «Винницкая европейская стратегия».
На досрочных парламентских выборах 2019 года избрана народным депутатом Верховной рады Украины IX созыва по избирательному округу № 14 (г. Жмеринка, Барский район, Жмеринский район, Литинский район, Тывровский район) Винницкой области от партии «Слуга народа» среди 17 кандидатов, получив 30,09 % голосов.
Супруг — руководитель Государственного управления делами (ГУД) Сергей Борзов.
7 декабря 2020 года включена в список украинских физических лиц, против которых российским правительством введены санкции.